# Legendre frères

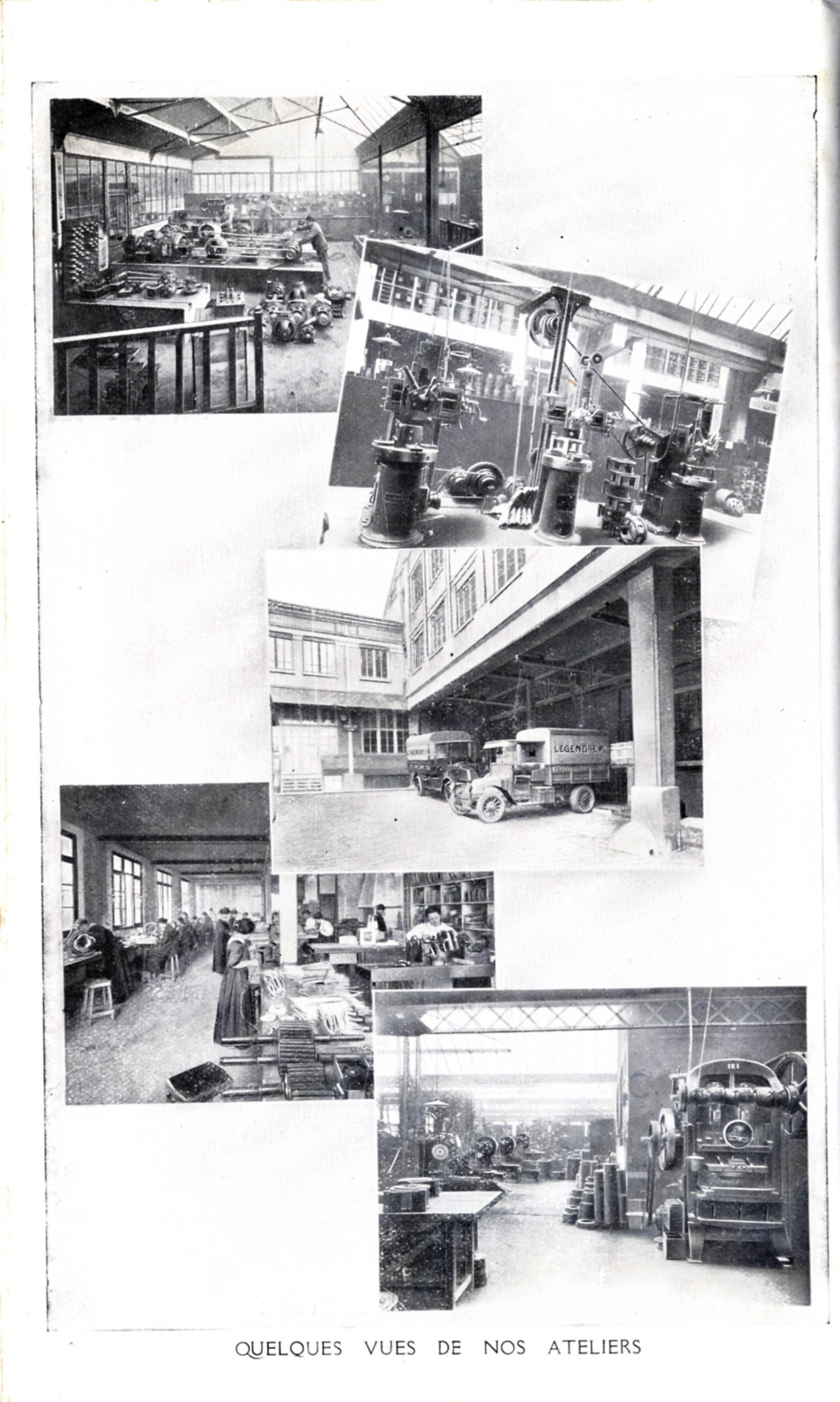
Vues des activités dans les usines Legendre frères.

La société Legendre frères, fondée en 1902 et active jusqu'en 1971, est une entreprise spécialisée dans la construction de moteurs électriques alternatifs et continus jusqu'à 50 ch. Elle produisait aussi des commutatrices, alternateurs, divers groupes et transformateurs rotatifs.
Il y était également exécuté des moteurs spéciaux selon les critères des clients. La société Legendre frères a aussi confectionné des moteurs pour ascenseurs et a été la première à introduire en France un des systèmes de freinage électrique des ascenseurs qui est toujours appliqué de nos jours. En plus de ses productions de matériels rotatifs, la société Legendre frères réalisait des installations complètes de commandes électriques de machines-outils.

## Histoire
De 1902 jusqu'à 1911, la société avait son siège à Paris au 105-107 rue de Turenne, et ses ateliers à Courbevoie, 39 avenue Marceau. En 1912 le tout a été regroupé à Paris au 37 rue Saint-Fargeau. 
Très réputée pour la qualité et la fiabilité de ses moteurs, la société Legendre frères a construit dès 1902 tous ses moteurs avec des paliers à roulements à billes ce qui était très rare pour l’époque.
Le marquage UNIS-France, (pour « Union Nationale Inter Syndicale ») a  été créé en 1916 par des industriels français pour lutter contre la contrefaçon et faire la promotion de leurs produits. Les produits allemands furent particulièrement visés par cette protection après la guerre. À partir de cette époque tous les moteurs Legendre frères avaient l'inscription « UNIS-France » sur leurs plaques signalétiques.
En 1928 la société Legendre frères est devenue « Moteurs électriques Legendre » et a disparu en 1971 racheté à cette date par les moteurs JM établis à Domfront dans l'Orne. Cette société pris alors comme nom JM Legendre et continua à construire du matériel Legendre jusqu'en 1983. Au-delà de cette année cette société repris son nom d'origine, Moteurs JM. Depuis 1983 il ne reste plus aucune trace de fabrication Legendre.
Le produit phare de la société Legendre frères a certainement été le célèbre moteur à coupleur centrifuge dont les premiers exemplaires ont été construits vers 1907.

## Galerie

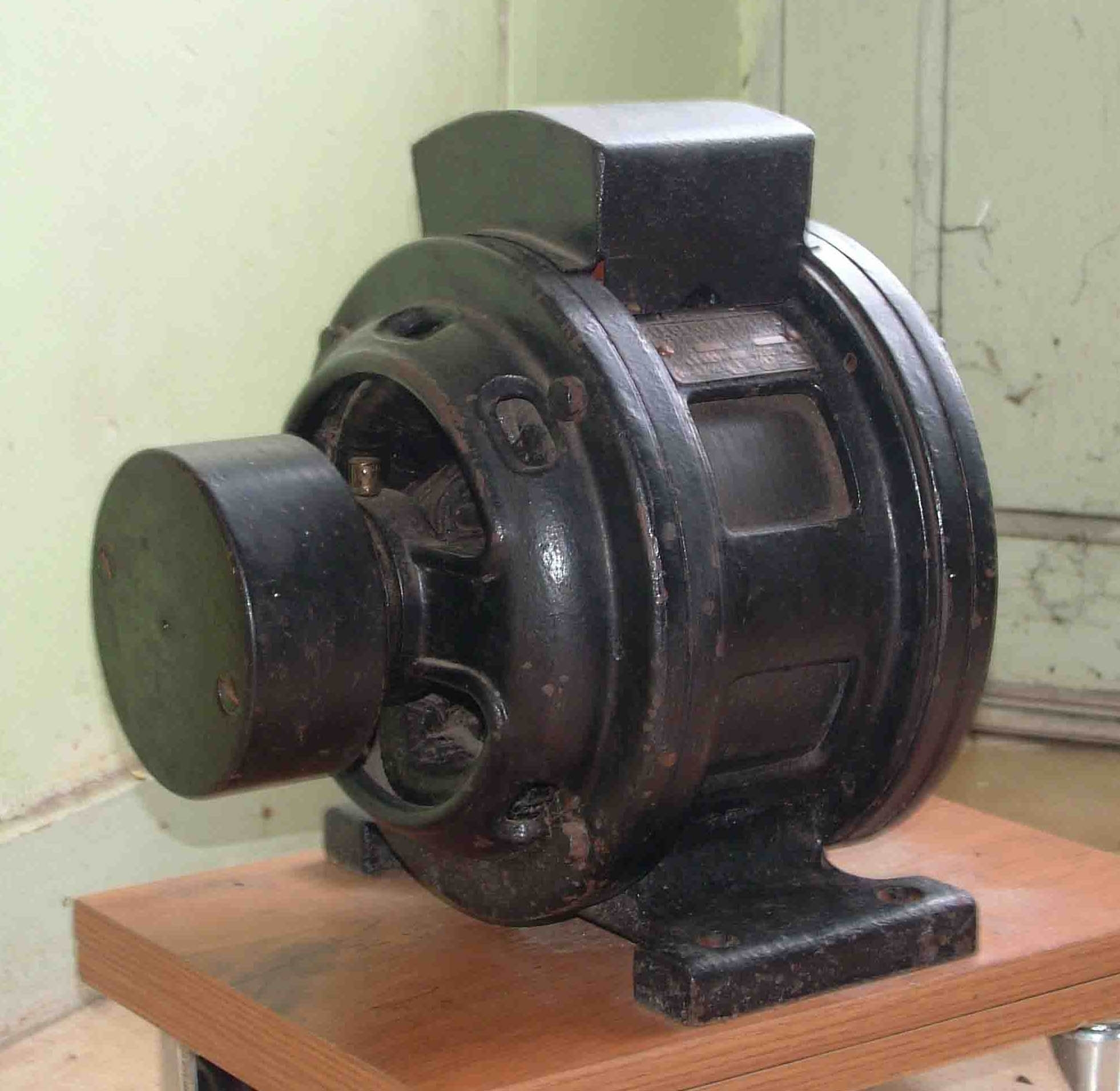
Moteur électrique Legendre frères à coupleur centrifuge du premier modèle (2 850 tr/min). Ce moteur a été construit aux usines Legendre de Courbevoie vers 1909-1910
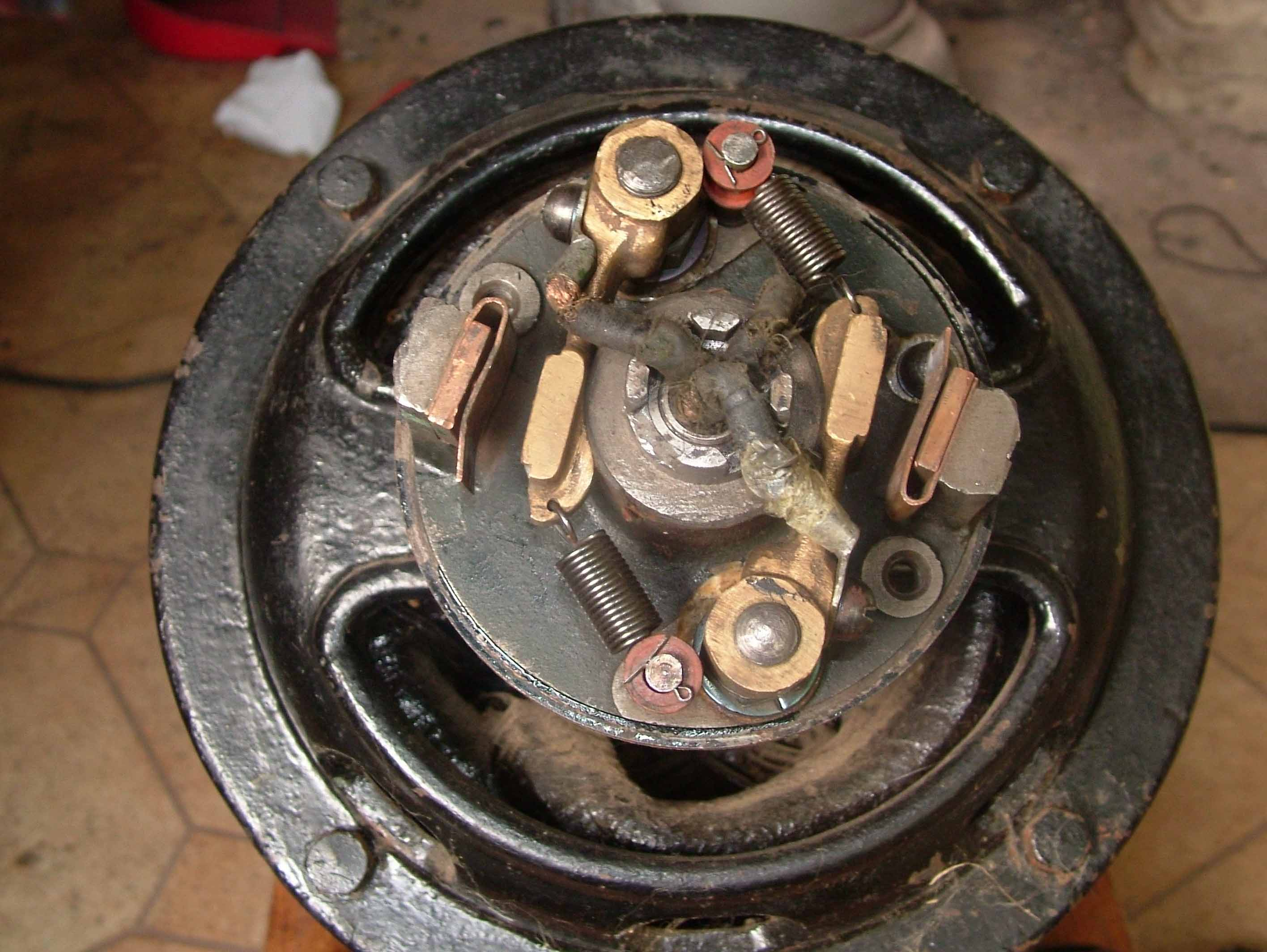
Vue de l'intérieur du coupleur centrifuge. À remarquer les deux masselottes en bronze maintenues chacune par un ressort de force différente afin que les contacts se fassent en deux temps lors de l’accélération du moteur
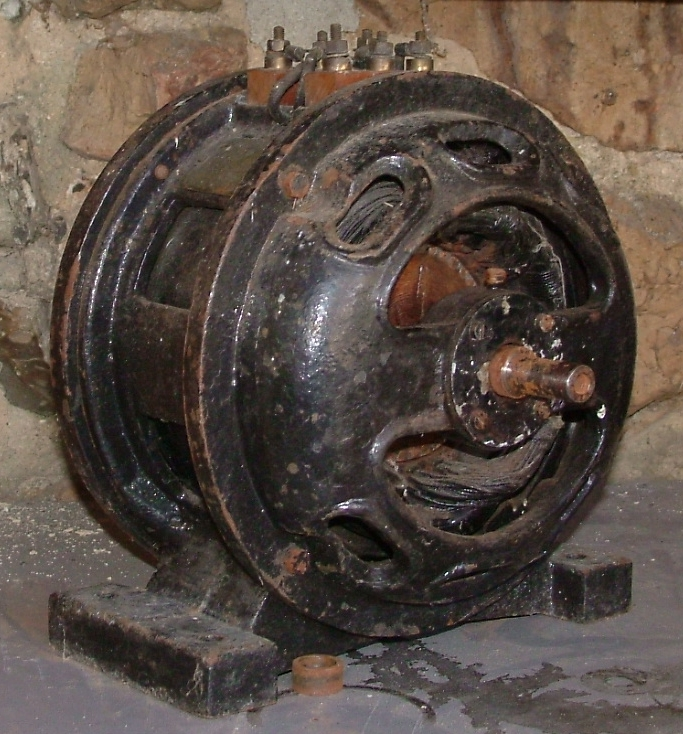
Moteur Legendre frères à cage d'écureuil. Triphasé 110-190 volts 1 480 tr/min. Ce moteur a été construit aux usines Legendre de Paris vers 1920.